# イルマ・アギラール
イルマ・アギラール（スペイン語: Irma Águilar）ことイルマ・エウヘニア・アギラール・モラレス（スペイン語: Irma Eugenia Águilar Morales、1957年7月13日 - ）は、メキシコの女子プロレスラー。メキシコシティ出身。母も元プロレスラーのイルマ・ゴンザレス。

## 来歴
1976年5月15日デビュー。
1979年10月、全日本女子プロレスの「WWWA世界タッグリーグ戦」に母娘で初来日。
1983年4月22日、ローラ・ゴンザレスを破りUWA世界女子王座を奪取。
1990年9月10日、母娘タッグで初代ナショナルタッグ王座を獲得した。

## 得意技
- カンパーナ[1]。

## タイトル
- UWA世界女子王座
- メキシコ女子タッグ王座（w/イルマ・ゴンザレス）